# فضة زئبقية

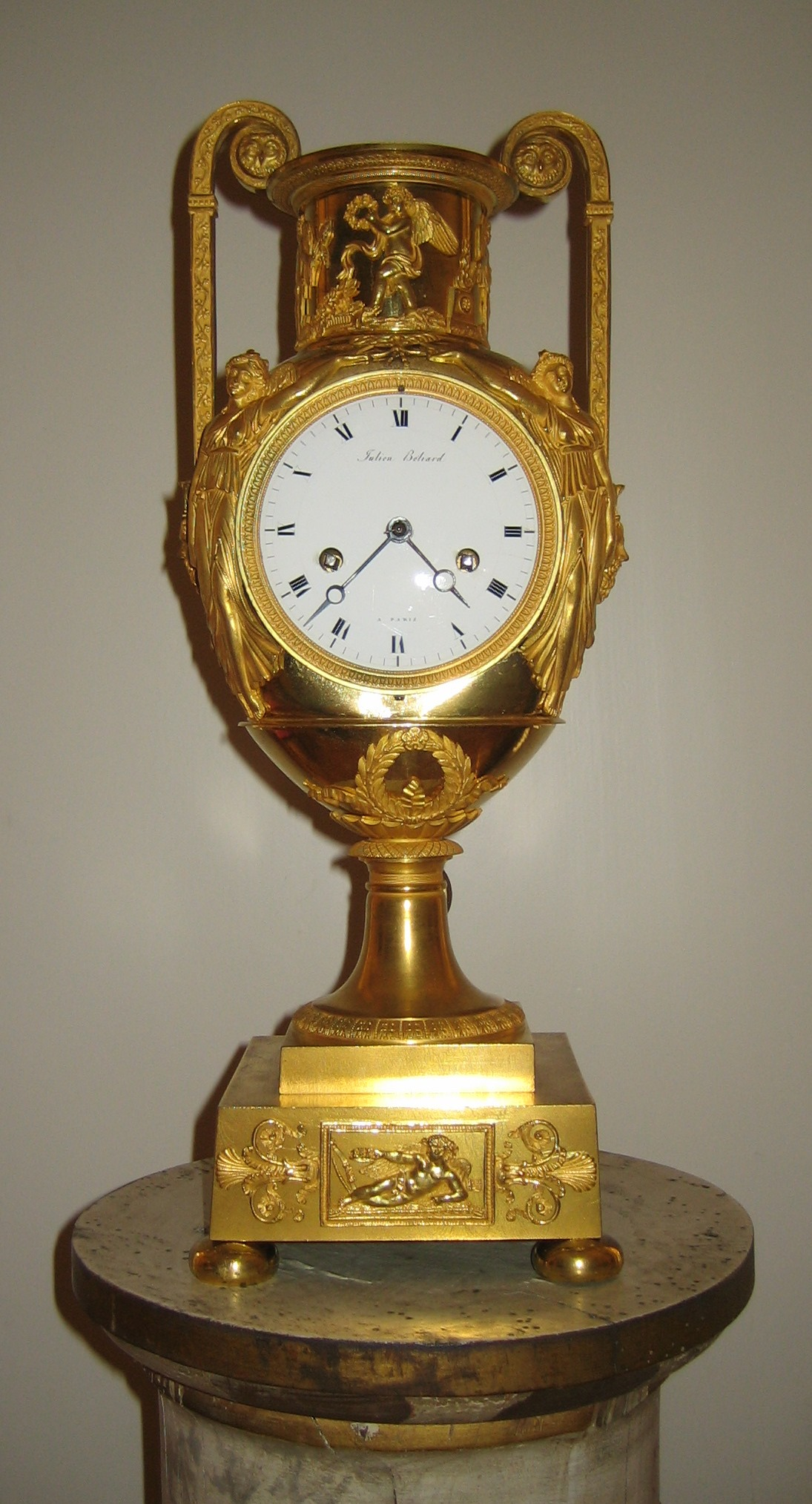
ساعة المانتل ذات التذهيب الزئبقي على شكل جرة (حوالي 1800) بواسطة جوليان بيليارد، باريس، سجل الساعات الكبير المسجل في شارع دي هوريبويكس و شارع بافيه في عام 1777، ولا يزال نشطًا في عام 1817، أو جوليان أنطوان بيليارد، صانع الساعات الكبير في 1786، مسجل في شارع هوريبوا، 1787-1806.

الفضة الزئبقية أو التذهيب بالنار هي تقنية فضية لتطبيق طبقة رقيقة من المعادن الثمينة مثل الفضة أو الذهب (التذهيب بالزئبق) على جسم معدني أساسي. تم اختراع هذه العملية خلال العصور الوسطى وتم توثيقها في كتاب فانوتشيو بيرينجوتشيو لعام 1540. يتم تحضير مزيج من الزئبق والمعادن الثمينة وتطبيقه على الجسم الذي يتم تسخينه بعد ذلك، في بعض الأحيان في الزيت، لتبخير معظم الزئبق. هذه التقنية خطيرة لأن الزئبق شديد السمية، خاصة في طور البخار. يمكن الكشف عن الفضة الزئبقية من خلال مجموعة متنوعة من الطرق.
تم استخدام هذه التقنية أيضًا في آسيا، على سبيل المثال الطلاء بالرمز في فترة إيدو باليابان.